# Eva Dénia
Eva Dénia (Gandía, 1 de agosto de 1960) es una cantante, guitarrista y compositora en valenciano.

## Trayectoria artística
Hija de Sebastià Dénia y de la escritora Àngels Moreno i Vercher y hermana del también músico y cantante Carles Dénia, formada en el jazz, durante dos décadas ha llevado a cabo diferentes proyectos musicales en el ámbito de la canción popular: jazz, la bossa nova, la chanson (homenajes a Georges Brassens) y la música tradicional valenciana (Canto valenciano). Sus inicios son a principios de la década del los años 90 interpretando clásicos de jazz al lado de algunos músicos del jazz valenciano.
En 2021 Eva Dénia comunica que abandona su carrera en solitario, aunque seguirá colaborando en el colectivo Sis Veus hasta 2023. En noviembre de 2022 recibe uno de los Premios Ovidi Montllor por el conjunto de su trayectoria artística.

## Discografía[5]
- Eva Dénia Jazz Grup: Adéu Tristesa. Picap, 1999.
- Eva Dénia Trio: Canta Brassens. Comboi Records, 2005.
- Eva Dénia & Manuel Hamerlinck: Tribut a Jobim. Comboi Records, 2006.
- Eva Dénia Trio: Toujours Brassens. Comboi Records, 2008.
- Eva Dénia Trio: En concert (DVD). Comboi Records, 2011.
- Eva Dénia Trad Quartet: Un altre cantar. Comboi Records, 2013.
- Sis veus per al Poeta: Homenatge a Vicent Andrés Estellés. Sis Veus, 2013. Eva Dénia, Lola Ledesma, M. Amparo Hurtado, Merxe Martínez, Patxi Ferrer y Sílvia Ampolla.
- Eva Dénia: Quan abril era abril. Comboi Records, 2015.
- Eva Dénia & Merxe Martínez: Merci Brassens. Mesdemil, 2017.
- Sis Veus: Els dies i les dones. Sis Veus, 2018. Eva Dénia, Lola Ledesma, M. Amparo Hurtado, Merxe Martínez, Patxi Ferrer y Maribel Crespo.